# Square du Laonnais
Square du Laonnais är en återvändsgata i Quartier d'Amérique i Paris nittonde arrondissement. Gatan är uppkallad efter den tidigare provinsen Laonnais. Square du Laonnais börjar vid Boulevard Sérurier 58.

## Omgivningar
- Saint-François-d'Assise
- Parc de la Butte-du-Chapeau-Rouge
- Square du Vermandois
- Square du Vexin
- Avenue Debidour

## Bilder
| - Gatuskylt. - Saint-François-d'Assise. - Parc de la Butte-du-Chapeau-Rouge. |

## Kommunikationer
- Tunnelbana – linjerna  – Pré-Saint-Gervais
- Busshållplats Lycée Diderot – Paris bussnät

### Webbkällor
- ”Square du Laonnais”. Mairie de Paris. https://web.archive.org/web/20160303190436/http://www.v2asp.paris.fr/commun/v2asp/v2/nomenclature_voies/Voieactu/5259.nom.htm. Läst 19 januari 2024.
- ”Square du Laonnais (19ème arrondissement)”. Les rues de Paris. https://web.archive.org/web/20160409090105/http://www.parisrues.com/rues19/paris-19-square-du-laonnais.html. Läst 19 januari 2024.